# Spangen (Rotterdam)
Spangen is een wijk in Rotterdam, in het stadsdeel Delfshaven.

## Beschrijving
Spangen is een stadswijk in het westen van de stad met ongeveer 9500 inwoners. Vanaf het centrum wordt de entree tot Spangen gevormd door de Mathenesserbrug over de Delfshavense Schie. De brug zet zich voort in de Mathenesserweg, die de scheidslijn vormt tussen de wijken Tussendijken (links) en Spangen (rechts). De buurt tot aan de Mathenesserdijk wordt 'bovendijks' Spangen genoemd. Aan de voet van de dijk, van de kade langs de Delfshavense Schie tot aan de Spaansebocht in het westen en de Horvathweg in het noorden, ligt 'benedendijks' Spangen.
Het ontwerp van de wijk is wereldwijd beroemd onder architecten en stedenbouwkundigen, maar dat is voor de argeloze bezoeker niet het eerste dat opvalt. Spangen is in sociaal-economisch opzicht een van de armste stadswijken van het land. Diverse blokken worden gerestaureerd, andere staan nog op de nominatie en zijn in de tussentijd dichtgespijkerd. De bevolking heeft voor ruim 85 procent een recente migratieachtergrond. Met vallen en opstaan probeert de wijk zich te verheffen uit de ellende van de jaren tachtig en negentig van de twintigste eeuw (zie onder).
Midden in Spangen staat het oudste voetbalstadion van Nederland, het Kasteel van Sparta uit 1916. Dit stadion werd in 1999 volledig gerenoveerd en staat nu officieel bekend als het Sparta-Stadion Het Kasteel.
Bij het Spiekmanmonument op het P.C. Hooftplein (meer informatie hieronder) wordt elk jaar op 1 mei de Internationale gezongen door een aantal socialisten, waaronder raadsleden.
| Bevolking naar migratieachtergrond 2006 | Spangen (%) | Rotterdam (%) |
| --------------------------------------- | ----------- | ------------- |
| Geen                                    | 13          | 54            |
| Migratieachtergrond totaal              | 87          | 46            |
| waarvan                                 |             |               |
| Surinaamse migratieachtergrond          | 18          | 19            |
| Turkse migratieachtergrond              | 24          | 17            |
| Marokkaanse migratieachtergrond         | 23          | 14            |
| Antilliaanse migratieachtergrond        | 3           | 7             |

## Geschiedenis

### Het ontstaan

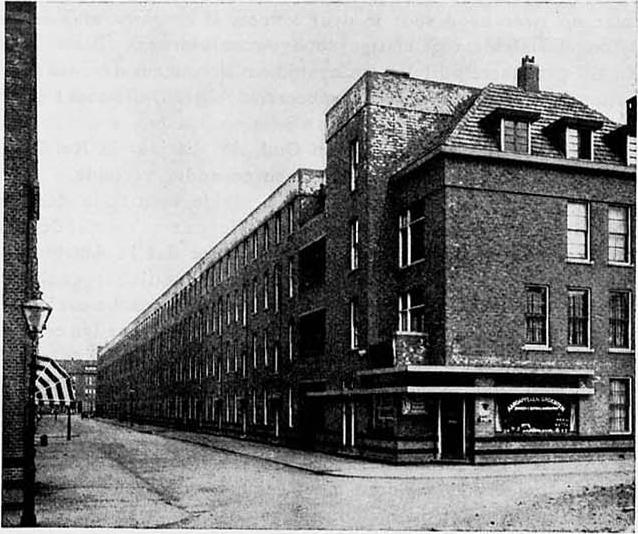
J.J.P. Oud. Woningblok VIII, Spangen. 1920-1923.

In de dertiende eeuw behoorde dit gebied bij het ambacht Hogenban. In de dertiende eeuw stond in de Spangense polder het kasteel Spangen, dat door de Delftenaren in 1574 met de grond gelijk werd gemaakt. In 1340 werd er door Willem van Henegouwen al gesproken over het doortrekken van de Schie naar de Maas. Dit was vooral in het belang van de stad Delft. In 1389 werd er werk van gemaakt. Waar het kanaal uitkwam op de Maas kreeg Delft zijn eigen haven, Delfshaven.
Tot het begin van de twintigste eeuw was de polder ten westen van het kanaal onbebouwd. Door de toestroom van vele nieuwe arbeiders naar het snel groeiende Rotterdam was uitbreiding naar het westen, richting Schiedam, noodzakelijk. Ir. A. Stale van de gemeente had de leiding. Het verheffen van de arbeidersklasse was een taak die de overheid op zich nam, en een van de speerpunten was het zorgen voor moderne, goede huisvesting. A.C. Burgdorffer, directeur van de Dienst Plaatselijke Werken, gaf de opdracht aan ir. Pieter Verhagen (specialist in stadsuitbreiding) om volgens de modernste inzichten een geheel nieuwe arbeiderswijk te bouwen. Het stratenplan werd geheel symmetrisch aangelegd. Een nieuwigheid was de invoering van gemeenschappelijke tuinen. Dankzij de oprichting van de Gemeentelijke Woningdienst in 1917 konden architecten als Oud, Brinkman, Buskens, Kruithof en Meischke en Schmidt in de nieuwe wijk grote woningbouwprojecten realiseren. De meest gerenommeerde kunstenaars en ontwerpers, zoals Theo van Doesburg leverden bijdragen aan het ontwerp. Het woonblok aan de Justus van Effenstraat, het Justus van Effencomplex van architect Michiel Brinkman, is wereldberoemd.

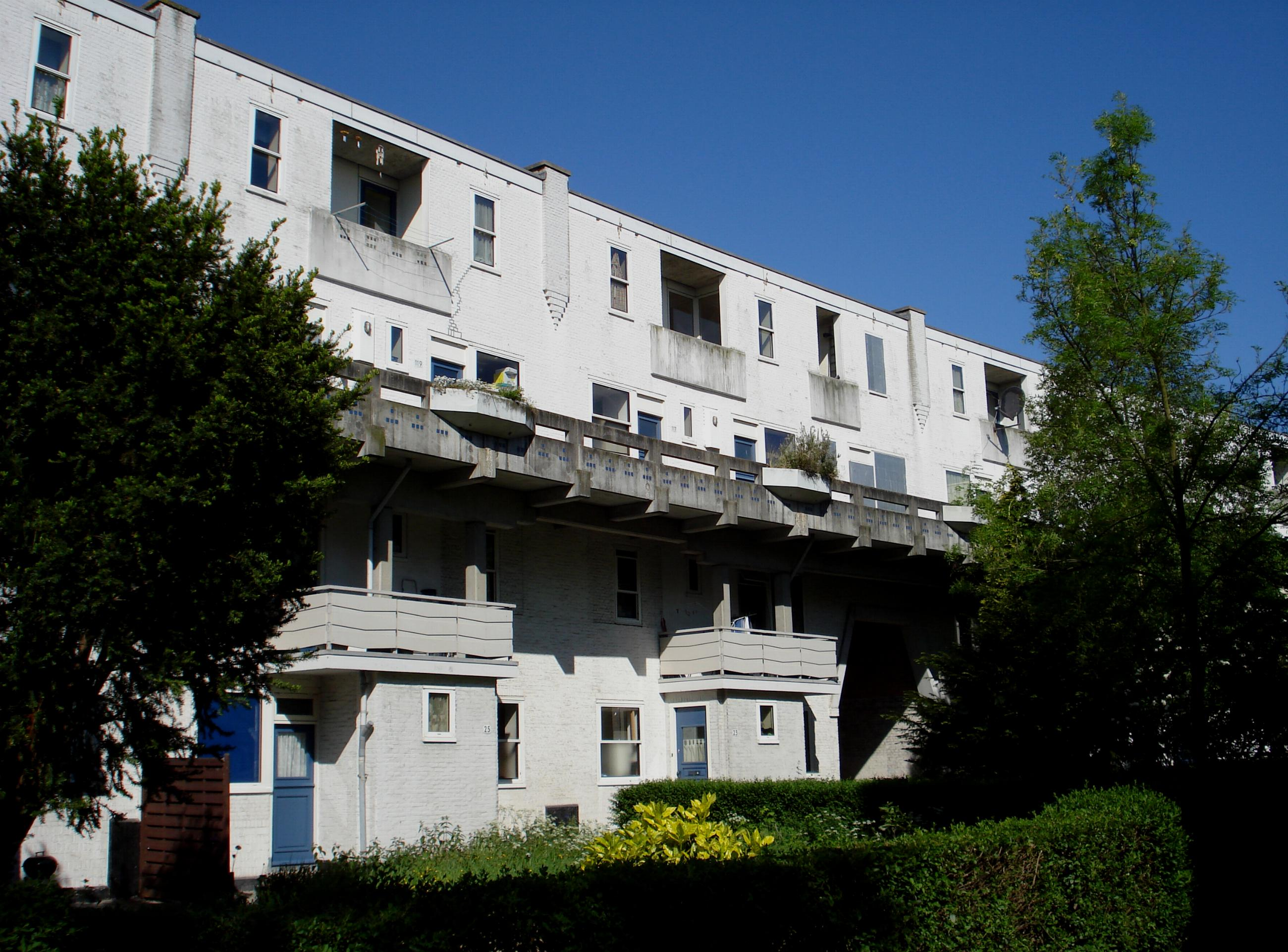
Justus van Effenstraat

Midden in de wijk stond het hypermoderne voetbalstadion van Sparta. Deze club, opgericht in 1888, was tussen 1909 tot en met 1915 vijf keer landskampioen geworden. In 1916 werd dit beloond met het eerste stadion in Nederland. Als herinnering aan het oorspronkelijke slot in deze polder kreeg de voorgevel trekjes van een kasteel. Om het stadion heen werd de woonwijk Spangen gebouwd.
In 1922 werd er op het P.C. Hooftplein een door Berlage ontworpen monument opgericht ter nagedachtenis aan de jonggestorven Hendrik Spiekman, het eerste socialistische raadslid van Rotterdam, die een groot voorvechter was geweest van sociale woningbouw.

### Na 1950
Tot in de jaren vijftig, zestig was Spangen een nette wijk, waarin veel ambtenaren, onderwijzers en ambachtslieden woonden. Sparta was een topclub, die in 1959 nog landskampioen werd.
Twintig jaar later was Spangen onherkenbaar veranderd. De huizen waren slecht onderhouden en de meeste oorspronkelijke Spangenaren verhuisd naar elders. In hun plaats kwamen de armsten, waaronder veel migranten. Huisjesmelkers kochten woningen op en de boel verpauperde in een hoog tempo. De gemeente maakte plannen voor renovatie, maar daarvan kwam weinig terecht doordat de onteigening van de huisjesmelkers veel langer duurde dan men had ingeschat. De deels dichtgetimmerde woningen trokken nu veel junks en drugsdealers aan.
Het in de jaren twintig met zo veel elan opgebouwde Spangen was nu een toevluchtsoord voor verslaafden en criminelen. Dagelijks kwamen er tientallen drugskoeriers uit Noord-Frankrijk op bezoek om een voorraad verdovende middelen in te slaan. Ontwikkelingen elders in de stad, zoals de sluiting van het beruchte Perron Nul bij het Centraal Station en de verplaatsing van de tippelzone van de G.J. de Jonghweg naar de Keileweg (begin jaren negentig) zorgden ervoor dat Spangen de twijfelachtige eer kreeg te verworden tot een van de eerste 'no go areas' in Nederland. Voetbalclub Sparta, met wie het in de competitie ook al niet zo best ging, zocht naar andere huisvesting, waarbij zelfs werd gedacht aan Capelle aan den IJssel.
De overgebleven bewoners begonnen steeds feller te protesteren tegen deze ontwikkelingen. Auto's met een Frans kenteken werden tegengehouden, soms met geweld. Annie Verdoold werd de spreekbuis van de bewoners. Spangen kreeg landelijke bekendheid als uiterst gevaarlijke wijk. Hieraan heeft de wijk ook de televisieserie Spangen te danken. De serie werd tussen 1999 en 2006 uitgezonden, met Linda de Mol als politieagente.

### Renovatie na 2000
Halverwege de jaren negentig leken de bewoners eindelijk te worden gehoord. Burgemeester Bram Peper bracht een bezoek aan de wijk. Daarna leek het tij te keren. In het post-Fortuyn-tijdperk begon de gemeente werk te maken van de renovaties. Spangen werd aangemerkt als 'hotspot', dat wil zeggen als probleemwijk met de hoogste prioriteit. De al vele jaren dichtgetimmerde blokken werden eindelijk gesloopt en langs de Delfshavense Schie verrezen koopappartementen. Huisjesmelkers werden aangepakt. De woningbouwvereniging zorgde voor betaalbare huurwoningen. Beetje bij beetje kwamen ook de hogere inkomens terug, mede dankzij gemeentelijke projecten in de periode 2003-2008, waarbij bewoners 'gratis' huizen aangeboden kregen als zij zich verenigden in een Vereniging van Eigenaars en dan financieel en praktisch meehielpen om zogenaamde kluswoningen op te knappen, alvorens daar zelf te gaan wonen. Het Wallisblok in Spangen is daar een voorbeeld van.
Sparta bleef uiteindelijk in Spangen en het 'Kasteel' (het Sparta-stadion) werd ingrijpend verbouwd, waarbij het veld een kwartslag werd gedraaid.

## Bekende Spangenaren
- Cees Laban (1925-1977), Tweede Kamerlid van de PvdA
- Andries van Dijk (1935-1984), keeper van Sparta
- Annie Verdoold (1950), landelijk bekend actievoerster uit Spangen
- Emms (1992), rapper

Bospolder-Tussendijken · 
Delfshaven-Schiemond · 
Middelland · 
Nieuw-Mathenesse · 
Nieuwe Westen · 
Oud-Mathenesse · 
Spangen
Rotterdam Centrum ·
Rotterdam-Noord ·
Rotterdam-Oost ·
Rotterdam-West ·
Rotterdam-Zuid ·
110-Morgen ·
Afrikaanderwijk ·
Agniesebuurt ·
Bergpolder ·
Beverwaard ·
Blijdorp ·
Blijdorpse polder ·
Bloemhof ·
Boomgaardshoek ·
Bospolder-Tussendijken ·
CS-kwartier ·
Carnisserbuurt ·
Cool ·
Crooswijk ·
De Esch ·
De Veranda ·
Delfshaven ·
Delfshaven-Schiemond ·
Dijkzigt ·
Feijenoord ·
Gadering ·
Groenenhagen-Tuinenhoven ·
Groot-IJsselmonde ·
Heijplaat ·
Het Lage Land ·
Hillegersberg ·
Hillesluis ·
Homerusbuurt ·
Hordijkerveld ·
Kandelaar ·
Karl Marxbuurt ·
Katendrecht ·
Kiefhoek ·
Kleinpolder ·
Kleiwegkwartier ·
Kop van Zuid ·
Kralingen ·
Kralingse Veer ·
Kreekhuizen ·
Landzicht ·
Liskwartier ·
Lloydkwartier ·
Lombardijen ·
Meeuwenplaat ·
Middelland ·
Middengebied ·
Millinxbuurt ·
Molenlaankwartier ·
Molièrebuurt ·
Nesselande ·
Nieuw Engeland ·
Nieuw-Mathenesse ·
Nieuwe Westen ·
Nooddorp ·
Noordereiland ·
Ommoord ·
Oosterflank ·
Oud-Charlois ·
Oud-IJsselmonde ·
Oud-Mathenesse ·
Oude Noorden ·
Oude Westen ·
Oudeland ·
Overschie ·
Pendrecht ·
Prinsenland ·
Provenierswijk ·
Reyeroord ·
Rubroek ·
Sagenbuurt ·
Scheepvaartkwartier ·
Schiebroek ·
Schiemond ·
's-Gravenland ·
Smeetsland ·
Spaanse Polder ·
Spangen ·
Sportdorp ·
Stadsdriehoek ·
Struisenburg ·
Tarwewijk ·
Terbregge ·
Tussenwater ·
Varenbuurt ·
Vondelingenplaat ·
Vreewijk ·
Waalhaven ·
Westpunt ·
Wielewaal ·
Witte Dorp ·
Zalmplaat ·
Zenobuurt ·
Zestienhoven ·
Zevenkamp ·
Zomerland ·
Zuidwijk